# Nadežda Gaće
Nadežda »Nada« Gaće (srbsko Надежда Гаће), srbska novinarka in esejistka, * 1950, Inđija, FLRJ (sedaj Srbija), † 19. marec 2025, Beograd, Srbija.
Nadežda Gaće je bila kolumnistka dnevnih časopisov Borba, Naša borba in Danas, med letoma 2006 in 2010 predsednica Neodvisnega združenja novinarjev Srbije (NUNS). Leta 2011 je ustanovila založbo Agenda 2020 ter novičarski tednik Novi magazin in istoimenski spletni portal. Bila je glavna in odgovorna urednica Novega magazina.

## Življenje in delo

### Zgodnje življenje in izobraževanje
Rodila se je v Inđiji. Klasično gimnazijo je končala v Splitu, študirala pa je jugoslovansko književnost in srbski jezik na Filološki fakulteti Univerze v Beogradu. Z novinarstvom se je ukvarjala od leta 1974 kot urednica, dopisnica, komentatorka in novinarka.

### Novinarska kariera
Po znameniti Osmi seji Centralnega komiteja Zveze komunistov Srbije (SKS) leta 1987 so Nadeždo Gaće suspendirali z mesta urednice in komentatorke na tedanji Televiziji Beograd (RTB). Po suspenzu je sama dala odpoved in novinarsko kariero nadaljevala v Delu in pri Jutelu. Po ukinitvi Jutela in razpadu SFRJ je delala v Borbi, Naši Borbi in Danasu. Je ena od ustanoviteljic NUNS, pred izvolitvijo za predsednico pa je dva mandata vodila častno razsodišče organizacije. Poleg novinarskega dela je bila tudi soavtorica, urednica ali avtorica več neleposlovnih knjig.

#### NUNS
Leta 1994 je s skupino uglednih novinarjev in publicistov (Predrag Milojević, Hari Štajner, Dragan Nikitović, Milan Vlajčić, Aleksandar Timofejev, Verica Rupar, Dimitrije Boarov, Ofelija Backović, Cvijetin Milivojević, Isidora Sekulić, Olivija Rusovac, Dušan Mašić, Slavoljub Đukić, Gordana Suša, Aleksandar Nenadović in drugi) ustanovila Neodvisno združenje novinarjev Srbije (NUNS), za katerega predsednico je bila izvoljena decembra 2006.

#### Naša borba
Potem ko je srbska vlada Borbi odvzela uredniško neodvisnost, je večina zaposlenih ustanovila svoj časopis Naša borba. Nadežda Gaće se je pridružila skupini in pisala za časopis, dokler ga vlada oktobra 1998 ni prepovedala in naložila drakonsko globo po tedaj kontroverznem zakonu o informiranju.

## Izbrana bibliografija
- ——— (1990), Jugoslavija: suočavanje sa sudbinom, Beograd: D. Mrdenović, COBISS 1381236